# 罗通迪
罗通迪（義大利語：Rotondi），是意大利阿韦利诺省的一个市镇。总面积7平方公里，人口3644人，人口密度520.6人/平方公里（2009年）。ISTAT代码为064080。